# ウィーザー (ザ・グリーン・アルバム)
『ウィーザー』 (Weezer) は、アメリカのオルタナティヴ・ロックバンド、ウィーザーの第3作アルバム。前作でベーシストのマット・シャープが脱退し、活動停止になって以来、実に5年ぶりの復帰作となる。実際には無題であるが、ファーストアルバムと区別してザ・グリーン・アルバム (The Green Album) と呼ぶ。

## 収録曲
全てリヴァース・クオモの作詞・作曲。
1. ドント・レット・ゴー - Don't Let Go (2:59)
2. フォトグラフ - Photograph (2:19)
3. ハッシュ・パイプ - Hash Pipe (3:06)
4. アイランド・イン・ザ・サン - Island In The Sun (3:20)
5. クラブ - Crab (2:34)
6. ノック・ダウン・ドラグ・アウト - Knock-Down Drag Out (2:08)
7. スマイル - Smile (2:38)
8. シンプル・ページズ - Simple Pages (2:56)
9. グロリアス・ディ - Glorious Day (2:40)
10. オー・ガールフレンド - O Girlfriend (3:49)
11. ザ・クリスマス・ソング - The Christmas Song (3:07) †
12. アイ・ドゥ - I Do (1:51) †

† 日本盤ボーナス・トラック